# Juan López (cardenal)
Juan López o Joan Llopis (Valencia, 27 de enero de 1454 - Roma, 5 de agosto de 1501) fue un eclesiástico español, obispo de Perugia y de Capua, cardenal de Santa Maria in Trastevere y datario de Alejandro VI. 

## Biografía
Segundo de una familia de once hermanos de los que sólo seis llegaron a la edad adulta, fue hijo de Antonio López y Agnes Menor; su padre, notario de la Gobernación en Valencia, le encaminó desde la infancia a la carrera eclesiástica y utilizó sus influencias para hacerle progresar: a los nueve años recibió la tonsura, y a los 16 marchó junto a su hermano Jerónimo a Bolonia, en cuya universidad estudiaron Teología y Derecho, respectivamente. 
Cuatro años después, obtenido el bachillerato, Juan viajó a Roma y se puso bajo la protección del cardenal vicecanciller Rodrigo de Borgia, a cuya sombra fue ascendiendo: en la década de 1480 fue acumulando cargos y beneficios eclesiásticos que su padre y su hermano administraban desde Valencia, y cuando el cardenal fue elegido papa en el cónclave de 1492 le nombró su secretario, datario y obispo de Perugia. 
Personaje inseparable del papa y de su máxima confianza, en el consistorio de 1496 fue creado cardenal junto con sus paisanos Juan de Castro, Bartolomé Martí y Juan de Borja, recibiendo el título de Santa María trans Tiberim. 
Fue administrador de Oloron y Carcassone en 1497, arzobispo de Capua desde el año siguiente, administrador de Coria y de Collo en 1499, Camarlengo del Colegio Cardenalicio y arcipreste de San Pedro en 1501, y abad in commendam de varios monasterios en Italia. 
Fallecido en 1501 con 56 años, con sospechas de haber sido envenenado por César Borgia, fue sepultado en la basílica de San Pedro.